# Oak Point (Texas)
Oak Point és una població dels Estats Units a l'estat de Texas. Segons el cens del 2000 tenia 1.747 habitants.

## Demografia
Segons el cens del 2000, Oak Point tenia 1.747 habitants, 600 habitatges, i 498 famílies. La densitat de població era de 118,3 habitants/km².
Dels 600 habitatges en un 42,7% hi vivien nens de menys de 18 anys, en un 75,5% hi vivien parelles casades, en un 6% dones solteres, i en un 17% no eren unitats familiars. En el 13% dels habitatges hi vivien persones soles el 2,8% de les quals corresponia a persones de 65 anys o més que vivien soles. El nombre mitjà de persones vivint en cada habitatge era de 2,91 i el nombre mitjà de persones que vivien en cada família era de 3,22.
Per edats la població es repartia de la següent manera: un 30,2% tenia menys de 18 anys, un 5,2% entre 18 i 24, un 36,2% entre 25 i 44, un 24,2% de 45 a 60 i un 4,2% 65 anys o més.
L'edat mediana era de 36 anys. Per cada 100 dones de 18 o més anys hi havia 97,4 homes.
La renda mediana per habitatge era de 79.180 $ i la renda mediana per família de 89.464 $. Els homes tenien una renda mediana de 60.379 $ mentre que les dones 37.031 $. La renda per capita de la població era de 34.266 $. Aproximadament el 0,6% de les famílies i l'1,9% de la població estaven per davall del llindar de pobresa.

## Poblacions més properes
El següent diagrama mostra les poblacions més properes.